# Valmir Berisha
Valmir Berisha (ur. 6 czerwca 1996 w Dečani) – szwedzki piłkarz pochodzenia albańskiego grający na pozycji napastnika, zawodnik bośniackiego klubu Velež Mostar.

## Kariera
Juniorskie lata Valmir spędził w klubach: szwedzkim Halmstads BK i we włoskim AS Roma. Jako nastolatek wyjeżdżał również na testy do europejskich klubów takich jak RCD Espanyol oraz Celtic F.C.
Przełom w karierze Berishy przyniósł rok 2013. Najpierw wyjechał razem z kadrą Szwecji U-17 na Mistrzostwa Europy U-17 w Piłce Nożnej, gdzie Szwedzi, pomimo że byli debiutantami odpadli dopiero w półfinale, przegrywając po rzutach karnych z reprezentacją Rosji. Dzięki temu wynikowi Szwedzi zakwalifikowali się do udziału w Mistrzostwach Świata U-17 w Piłce Nożnej. Tam Szwedzi również wywalczyli brązowy medal, a sam Berisha wywalczył tytuł króla strzelców turnieju zdobywając 7 bramek, z czego 3 w meczu o 3. miejsce przeciwko Argentynie.
Valmir z miejsca stał się celem transferowym dla wielu klubów (w dodatku jego transfer można było przeprowadzić na mocy prawa Bosmana). Ostatecznie 30 stycznia 2014 Berisha przeniósł się do włoskiej AS Romy. We włoskim klubie nie wiodło mu się jednak najlepiej, grał głównie w młodzieżowej drużynie występującej w rozgrywkach Primavera, ponadto dwukrotnie był w kadrze meczowej pierwszej drużyny. 25 sierpnia 2014 został na rok wypożyczony do drużyny Panathinaikos AO. W Grecji nie wiodło mu się dużo lepiej i zaliczył tylko jeden występ w greckiej ekstraklasie, gdy w 80. minucie meczu przeciwko AO Kerkira, zmienił na placu gry Nikolaosa Karelisa.
Po zakończeniu wypożyczenia powrócił do Romy, jednak 3 lipca 2015 został definitywnie sprzedany do SC Cambuur. 11 kwietnia 2016 rozwiązał kontrakt i pozostawał bezrobotny do 7 lutego 2017, kiedy zatrudnił go norweski Aalesunds FK. 23 kwietnia 2018 został wypożyczony do islandzkiego Ungmennafélagið Fjölnir.
19 lutego 2019 podpisał kontrakt z bośniackim klubem Velež Mostar, umowa do 1 czerwca 2020.

## Osiągnięcia

### Reprezentacyjne
- Mistrzostwa Świata U-17 w piłce nożnej: 3. miejsce 2013

### Indywidualne
- król strzelców Mistrzostw Świata U-17: 2013